# 阿斯普里耶尔
阿斯普里耶尔（法語：Asprières，法語發音：[aspʁijɛʁ]）是法国阿韦龙省的一个市镇，属于鲁埃格自由城区。

## 地理
阿斯普里耶尔（44°32'45"N, 2°8'41"E）面积17.09 平方千米，位于法国奧克西塔尼大區阿韦龙省，该省份为法国南部内陆省份，位于法國中央高原南部，北起顺时针与康塔爾省、洛泽尔省、加尔省、埃罗省、塔恩省、塔恩-加龙省和洛特省接壤。
与阿斯普里耶尔接壤的市镇（或旧市镇、城区）包括：莱萨尔布、布亚克、卡普德纳克加尔、佩吕斯勒罗克、索纳克、卡普德纳克、屈扎克。

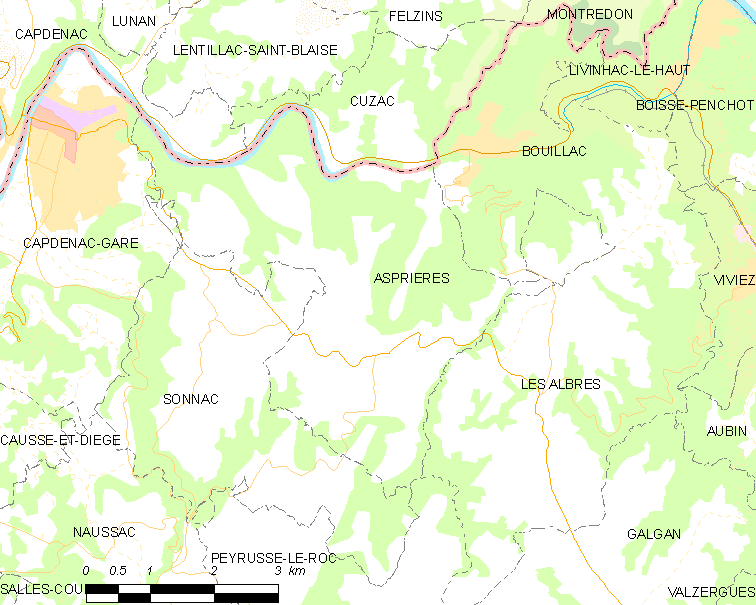
阿斯普里耶尔的OSM定位图

阿斯普里耶尔的时区为UTC+01:00、UTC+02:00（夏令时）。

## 行政
阿斯普里耶尔的邮政编码为12700，INSEE市镇编码为12012。

## 政治
阿斯普里耶尔所属的省级选区为洛特-蒙巴济努瓦县。

## 人口

1962-2008年间阿斯普里耶尔人口变化图示

阿斯普里耶尔于2022年1月1日时的人口数量为770人。